# Invar

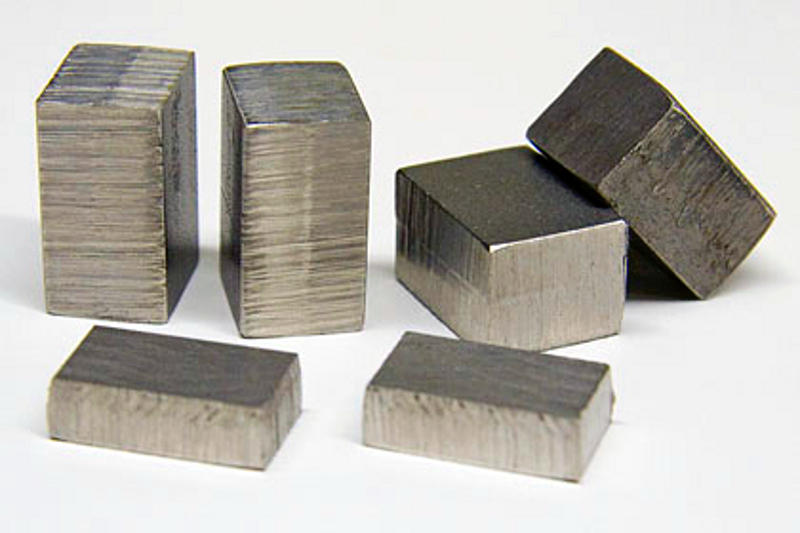
Amostras de Invar

Invar são ligas à base de Ni (Níquel) e Fe (Ferro), que apresentam a propriedade de um baixo coeficiente de dilatação térmica.
O Invar foi descoberto em 1896 por Charles Edouard Guillaume, que trabalhava no Insituto Internacional de Pesos e Medidas (Bureau International des Poids et Mesures, localizado em Sèvres, França). Por seus trabalhos com ligas Ni-Fe, Charles Edouard Guillaume recebeu o Prêmio Nobel de Física de 1920. A liga foi nomeada Invar por seu descobridor.
As ligas Invar têm teor de Ni na faixa de 30-36%, sendo o restante de Fe, podendo ser acrescentados outros elementos. A liga mais usada tem 36%Ni e 64%Fe, sendo conhecida como Invar-36, cujo coeficiente de dilatação é inferior a 1,5x10−6/°C, entre 0°C e 100°C.
O material é utilizado para inúmeras aplicações onde seja necessário que a dilatação por variação de temperatura seja quase nula. Tais como: trenas para topografia e outros instrumentos de medidas, relógios mecânicos de precisão, máscaras perfuradas de tubos de TV, etc. Também encontra aplicação na fabricação de lâminas bimetálicas para uso em termostatos eletromecânicos.